# 柄本時生
柄本時生（日语：／ Emoto Tokio，1989年10月17日—），日本男演員，出身於東京都，隸屬於KNOCKOUT旗下。

## 出演

### 電視劇
- 偵探學園Q（2007年7月3日 - 9月11日，日本電視台）：飾演 手塚章
- Q10（2010年10月16日 - 12月11日，日本電視台）：飾演 藤丘誠
- 理想的兒子（2012年1月14日－3月17日，日本電視台）：飾演 羽生義和
- Beginners!（2012年7月12日－9月20日，TBS）：飾演 山根省吾
- 我們都是超能者！（2013年4月12日－7月5日，東京電視台）：飾演 小安（ヤス）
- 福家警部補的問候（2014年1月14日－3月25日，富士電視台）：飾演 二岡
- 根性青蛙（2015年7月11日－9月19日，日本電視台）：飾演 [1]
- 監獄學園（2015年10月－12月，MBS、TBS）：飾演 諸葛岳人[2]
- 白天的澡堂酒（日语：昼のセント酒#テレビドラマ）（2016年4月9日－6月25日，東京電視台）：飾演 大西大輔
- 俠飯（2016年7月16日－9月24日，東京電視台）：飾演 若水良太
- 擁有神之舌的男人 第4至5集（2016年7月29日、8月5日，TBS）：飾演 赤池辰也
- 絕對零度～未然犯罪潛入捜査～（2018年7月9日－9月10日，富士電視台）：飾演 南彦太郎
- 房仲女王 第5集（2019年2月6日，日本電視台）：飾演 田部竜司
- 我要準時下班（2019年4月16日－6月25日，TBS）：飾演 吾妻徹
- AV帝王 第一季（2019年8月8日，Netflix）：飾演 三田村康介
  - 第二季（2021年6月24日）
- 魯邦的女兒 第10話（2019年9月19日，富士電視台）：飾演 三雲巌（青年期）
- 臨床犯罪學者 火村英生的推理「ABC殺手」（2019年9月29日，日本電視台）：飾演 片桐光雄
- 死役所 第9集（2019年12月11日，東京電視台）：飾演 寺井修斗
- 絕對不在場證明 （2020年2月1日－3月14日，朝日電視台）：飾演 樋口秀人
- 咒怨之始（2020年7月3日，Netflix）：飾演 M
- 虹色病歷簿 最終話（2021年3月18日，朝日電視台）：飾演 藤田浩二
- 實習醫生別哭（日语：泣くな研修医#テレビドラマ）（2021年4月24日 - 6月26日，朝日電視台） - 飾演 瀧谷昂
- 獨活女子的守則 第7集（2021年5月15日，東京電視台）：飾演 居酒屋客人
- 真凶標籤（2021年10月10日－2022年3月13日，日本電視台）：飾演 徳竹肇（ぷろびん）
- 前科者 -新人保護司·阿川佳代- （2021年11月27日，WOWOW）：飾演 カズ
- 編舟記（2024年2月18日－，NHK BS・NHK BS Premium 4K）：飾演 ハルガスミツバサ（Harugasu Mitsubasa）

### 電影
- 穿越時空的少女（日语：時をかける少女 (2010年の映画)）（2010年）：飾演 元宮悟
- 菜鳥評審員（2014年）：飾演 卡拉OK店的店員
- 謝罪大王（2013年）：飾演 副導演
- 深夜食堂（2015年）：飾演 西田一（西田はじめ）
- 搖擺的記憶（2020年）：飾演
- 電影版 鴉色刑事組（2023年）：飾演 土井潤
- 我的完美日常（2023年）：飾演 阿隆

### 動畫電影
- 無盡的史嘉萊特（2025年）：飾演 レアティーズ[3]

## 外部連結
- 經紀公司個人介紹頁 （页面存档备份，存于）（日語）
- 柄本時生的Instagram帳戶
- 柄本時生在互联网电影资料库（IMDb）上的資料（英文）